# First Lady of the Bedchamber
First Lady of the Bedchamber, förut Chief Gentlewoman of the Privy Chamber, är en brittisk hovtjänst. Hon är den främsta bland de hovdamer som kallas Lady of the Bedchamber, och nummer två i rang efter Mistress of the Robes. 
Hon kallades ursprungligen Chief Gentlewoman of the Privy Chamber. First Lady of the Bedchamber motsvarade hos en drottninggemål den tjänst som brukade kallas Groom of the Stoles eller First Lord of the Bedchamber hos en manlig monark. En Groom of the Stoles var den ämbetsman som bestämde över personalen i kungens sängkammare och förvarade hans ämbetsmantel. 
Hos en kvinnlig monark brukade Mistress of the Robes även få titeln Groom of the Stoles, vilket gjorde att tjänsterna First Lady of the Bedchamber och Mistress of the Robes ofta smälte ihop med varandra, något som ofta skedde under 1600- och 1700-talen.  